# François Paco
François Paco, właściwie Francisco Daniel Bellon (ur. 1 listopada 1903 w Walencji, zm. 30 lipca 1985 w Amboise)  – francuski kierowca wyścigowy, hiszpańskiego pochodzenia.

## Kariera
W swojej karierze wyścigowej Paco poświęcił się startom w wyścigach samochodów sportowych. W 1933 roku Francuz odniósł zwycięstwo w klasie 2 24-godzinnego wyścigu Le Mans, a w klasyfikacji generalnej uplasował się na ósmej pozycji.